# Symphonica in Rosso (Nick & Simon)
Symphonica in Rosso is een livealbum en dvd van Nick & Simon uit 2011. Beide zijn opgenomen tijdens de concerten in de reeks Symphonica in Rosso, die in 2006 gestart werd door Marco Borsato. Het is de eerste editie die op cd en dvd uitgegeven werd sinds de editie van Lionel Richie uit 2008. Nick en Simon gaven de concerten op 8, 14, 15 en 16 oktober 2011 in een uitverkochte Gelredome. De begeleiding werd verzorgd door Guido's Orchestra. Er traden ook enkele gastmusici op, waaronder Pearl Jozefzoon en een gespleten Acda & de Munnik. Op woensdag 30 november 2011 zond de TROS het concert uit op Nederland 1.
Het album kwam op nummer 1 binnen in de Nederlandse Album Top 100 en bleef in die lijst 75 weken genoteerd staan. Het werd bekroond met dubbel platina.

## Tracklist album
| Nr. | Titel                                | Duur |
| --- | ------------------------------------ | ---- |
| 1.  | Kijk omhoog                          |      |
| 2.  | De dag dat alles beter is            |      |
| 3.  | Mag ik met je mee                    |      |
| 4.  | Vlinders                             |      |
| 5.  | Bij je zijn                          |      |
| 6.  | The climb (Simon en Pearl Jozefzoon) |      |
| 7.  | Een nieuwe dag                       |      |
| 8.  | Vallen en opstaan                    |      |
| 9.  | Verloren                             |      |
| 10. | Wiegelied (met 3JS)                  |      |
| 11. | Een zomer lang                       |      |
| 12. | Het masker                           |      |
| 13. | Wijzer (dan je was)                  |      |
| 14. | Wat een nacht                        |      |
| 15. | Vallende sterren                     |      |

| Nr. | Titel                                                             | Duur |
| --- | ----------------------------------------------------------------- | ---- |
| 1.  | Blind voor mijn ogen                                              |      |
| 2.  | Hoe lang?                                                         |      |
| 3.  | Kijk me na (Keizer en Paul de Munnik)                             |      |
| 4.  | Sterker nu dan ooit (Nick en Thomas Acda)                         |      |
| 5.  | Vaderdag (Simon)                                                  |      |
| 6.  | Star spangled banner                                              |      |
| 7.  | USA Medley: Hotel California, Jailhouse Rock, Listen to the Music |      |
| 8.  | Vivo per lei (Nick met Pearl Jozefzoon)                           |      |
| 9.  | De laatste dans                                                   |      |
| 10. | De soldaat                                                        |      |
| 11. | Rosanne                                                           |      |
| 12. | Pak maar m'n hand                                                 |      |
| 13. | Lippen op de mijne                                                |      |
| 14. | Steeds weer                                                       |      |

| Nr. | Titel                                                             | Duur |
| --- | ----------------------------------------------------------------- | ---- |
| 1.  | Ouverture Symphonica in Rosso 2011                                |      |
| 2.  | Kijk omhoog                                                       |      |
| 3.  | De dag dat alles beter is                                         |      |
| 4.  | Mag ik met je mee                                                 |      |
| 5.  | Vlinders                                                          |      |
| 6.  | Bij je zijn                                                       |      |
| 7.  | The climb                                                         |      |
| 8.  | Een nieuwe dag                                                    |      |
| 9.  | Vallen en opstaan                                                 |      |
| 10. | Verloren                                                          |      |
| 11. | Wiegelied                                                         |      |
| 12. | Een zomer lang                                                    |      |
| 13. | Het masker                                                        |      |
| 14. | Theme Pirates of the Caribbean                                    |      |
| 15. | Wijzer (dan je was)                                               |      |
| 16. | Wat een nacht                                                     |      |
| 17. | Vallende sterren                                                  |      |
| 18. | Violin battle                                                     |      |
| 19. | Blind voor mijn ogen                                              |      |
| 20. | Hoe lang?                                                         |      |
| 21. | Kijk me na                                                        |      |
| 22. | Sterker nu dan ooit                                               |      |
| 23. | Vaderdag                                                          |      |
| 24. | Star spangled banner                                              |      |
| 25. | USA Medley: Hotel California, Jailhouse Rock, Listen to the Music |      |
| 26. | Vivo per lei                                                      |      |
| 27. | De laatste dans                                                   |      |
| 28. | De soldaat                                                        |      |
| 29. | Rosanne                                                           |      |
| 30. | Pak maar m’n hand                                                 |      |
| 31. | Lippen op de mijne                                                |      |
| 32. | Steeds weer                                                       |      |
| 33. | Steeds weer (Herhaling)                                           |      |

## Hitnoteringen

### NederlandseAlbum Top 100
| Hitnotering (week 1 t/m 66): 03-12-2011 t/m 02-03-2013 Hitnotering (week 67 t/m 72): 20-04-2013 t/m 25-05-2013 Hitnotering (week 73 t/m 74): 06-07-2013 t/m 13-07-2013 | Hitnotering (week 1 t/m 66): 03-12-2011 t/m 02-03-2013 Hitnotering (week 67 t/m 72): 20-04-2013 t/m 25-05-2013 Hitnotering (week 73 t/m 74): 06-07-2013 t/m 13-07-2013 | Hitnotering (week 1 t/m 66): 03-12-2011 t/m 02-03-2013 Hitnotering (week 67 t/m 72): 20-04-2013 t/m 25-05-2013 Hitnotering (week 73 t/m 74): 06-07-2013 t/m 13-07-2013 | Hitnotering (week 1 t/m 66): 03-12-2011 t/m 02-03-2013 Hitnotering (week 67 t/m 72): 20-04-2013 t/m 25-05-2013 Hitnotering (week 73 t/m 74): 06-07-2013 t/m 13-07-2013 | Hitnotering (week 1 t/m 66): 03-12-2011 t/m 02-03-2013 Hitnotering (week 67 t/m 72): 20-04-2013 t/m 25-05-2013 Hitnotering (week 73 t/m 74): 06-07-2013 t/m 13-07-2013 | Hitnotering (week 1 t/m 66): 03-12-2011 t/m 02-03-2013 Hitnotering (week 67 t/m 72): 20-04-2013 t/m 25-05-2013 Hitnotering (week 73 t/m 74): 06-07-2013 t/m 13-07-2013 | Hitnotering (week 1 t/m 66): 03-12-2011 t/m 02-03-2013 Hitnotering (week 67 t/m 72): 20-04-2013 t/m 25-05-2013 Hitnotering (week 73 t/m 74): 06-07-2013 t/m 13-07-2013 | Hitnotering (week 1 t/m 66): 03-12-2011 t/m 02-03-2013 Hitnotering (week 67 t/m 72): 20-04-2013 t/m 25-05-2013 Hitnotering (week 73 t/m 74): 06-07-2013 t/m 13-07-2013 | Hitnotering (week 1 t/m 66): 03-12-2011 t/m 02-03-2013 Hitnotering (week 67 t/m 72): 20-04-2013 t/m 25-05-2013 Hitnotering (week 73 t/m 74): 06-07-2013 t/m 13-07-2013 | Hitnotering (week 1 t/m 66): 03-12-2011 t/m 02-03-2013 Hitnotering (week 67 t/m 72): 20-04-2013 t/m 25-05-2013 Hitnotering (week 73 t/m 74): 06-07-2013 t/m 13-07-2013 | Hitnotering (week 1 t/m 66): 03-12-2011 t/m 02-03-2013 Hitnotering (week 67 t/m 72): 20-04-2013 t/m 25-05-2013 Hitnotering (week 73 t/m 74): 06-07-2013 t/m 13-07-2013 | Hitnotering (week 1 t/m 66): 03-12-2011 t/m 02-03-2013 Hitnotering (week 67 t/m 72): 20-04-2013 t/m 25-05-2013 Hitnotering (week 73 t/m 74): 06-07-2013 t/m 13-07-2013 | Hitnotering (week 1 t/m 66): 03-12-2011 t/m 02-03-2013 Hitnotering (week 67 t/m 72): 20-04-2013 t/m 25-05-2013 Hitnotering (week 73 t/m 74): 06-07-2013 t/m 13-07-2013 | Hitnotering (week 1 t/m 66): 03-12-2011 t/m 02-03-2013 Hitnotering (week 67 t/m 72): 20-04-2013 t/m 25-05-2013 Hitnotering (week 73 t/m 74): 06-07-2013 t/m 13-07-2013 | Hitnotering (week 1 t/m 66): 03-12-2011 t/m 02-03-2013 Hitnotering (week 67 t/m 72): 20-04-2013 t/m 25-05-2013 Hitnotering (week 73 t/m 74): 06-07-2013 t/m 13-07-2013 | Hitnotering (week 1 t/m 66): 03-12-2011 t/m 02-03-2013 Hitnotering (week 67 t/m 72): 20-04-2013 t/m 25-05-2013 Hitnotering (week 73 t/m 74): 06-07-2013 t/m 13-07-2013 | Hitnotering (week 1 t/m 66): 03-12-2011 t/m 02-03-2013 Hitnotering (week 67 t/m 72): 20-04-2013 t/m 25-05-2013 Hitnotering (week 73 t/m 74): 06-07-2013 t/m 13-07-2013 | Hitnotering (week 1 t/m 66): 03-12-2011 t/m 02-03-2013 Hitnotering (week 67 t/m 72): 20-04-2013 t/m 25-05-2013 Hitnotering (week 73 t/m 74): 06-07-2013 t/m 13-07-2013 | Hitnotering (week 1 t/m 66): 03-12-2011 t/m 02-03-2013 Hitnotering (week 67 t/m 72): 20-04-2013 t/m 25-05-2013 Hitnotering (week 73 t/m 74): 06-07-2013 t/m 13-07-2013 | Hitnotering (week 1 t/m 66): 03-12-2011 t/m 02-03-2013 Hitnotering (week 67 t/m 72): 20-04-2013 t/m 25-05-2013 Hitnotering (week 73 t/m 74): 06-07-2013 t/m 13-07-2013 | Hitnotering (week 1 t/m 66): 03-12-2011 t/m 02-03-2013 Hitnotering (week 67 t/m 72): 20-04-2013 t/m 25-05-2013 Hitnotering (week 73 t/m 74): 06-07-2013 t/m 13-07-2013 |
| Week: | 1 | 2 | 3 | 4 | 5 | 6 | 7 | 8 | 9 | 10 | 11 | 12 | 13 | 14 | 15 | 16 | 17 | 18 | 19 | 20 |
| --- | --- | --- | --- | --- | --- | --- | --- | --- | --- | --- | --- | --- | --- | --- | --- | --- | --- | --- | --- | --- |
| Positie: | 1 | 3 | 4 | 3 | 4 | 4 | 5 | 8 | 10 | 12 | 15 | 14 | 14 | 11 | 22 | 25 | 26 | 26 | 32 | 25 |
| Week: | 21 | 22 | 23 | 24 | 25 | 26 | 27 | 28 | 29 | 30 | 31 | 32 | 33 | 34 | 35 | 36 | 37 | 38 | 39 | 40 |
| Positie: | 31 | 44 | 33 | 21 | 28 | 33 | 44 | 22 | 25 | 27 | 29 | 34 | 39 | 26 | 28 | 41 | 41 | 45 | 55 | 50 |
| Week: | 41 | 42 | 43 | 44 | 45 | 46 | 47 | 48 | 49 | 50 | 51 | 52 | 53 | 54 | 55 | 56 | 57 | 58 | 59 | 60 |
| Positie: | 48 | 65 | 68 | 56 | 70 | 97 | 78 | 75 | 68 | 78 | 90 | 71 | 66 | 60 | 77 | 63 | 62 | 79 | 87 | 82 |
| Week: | 61 | 62 | 63 | 64 | 65 | 66 | | 67 | 68 | 69 | 70 | 71 | 72 | | 73 | 74 | | 75 | | |
| Positie: | 95 | 84 | 72 | 71 | 80 | 94 | uit | 67 | 79 | 76 | 94 | 96 | 100 | uit | 86 | 79 | uit | 91 | uit | |

### VlaamseUltratop 200Albums
| Hitnotering (week 1 t/m 6): 03-12-2011 t/m 07-01-2012 Hitnotering (week 7 t/m 8): 21-01-2012 t/m 28-01-2012 Hitnotering (week 9 t/m 10): 19-05-2012 t/m 26-05-2012 Hitnotering (week 11): 16-06-2012 Hitnotering (week 12): 30-06-2012 Hitnotering (week 13 t/m 20): 21-07-2012 t/m 08-09-2012 Hitnotering (week 21 t/m 22): 22-09-2012 t/m 29-09-2012 | Hitnotering (week 1 t/m 6): 03-12-2011 t/m 07-01-2012 Hitnotering (week 7 t/m 8): 21-01-2012 t/m 28-01-2012 Hitnotering (week 9 t/m 10): 19-05-2012 t/m 26-05-2012 Hitnotering (week 11): 16-06-2012 Hitnotering (week 12): 30-06-2012 Hitnotering (week 13 t/m 20): 21-07-2012 t/m 08-09-2012 Hitnotering (week 21 t/m 22): 22-09-2012 t/m 29-09-2012 | Hitnotering (week 1 t/m 6): 03-12-2011 t/m 07-01-2012 Hitnotering (week 7 t/m 8): 21-01-2012 t/m 28-01-2012 Hitnotering (week 9 t/m 10): 19-05-2012 t/m 26-05-2012 Hitnotering (week 11): 16-06-2012 Hitnotering (week 12): 30-06-2012 Hitnotering (week 13 t/m 20): 21-07-2012 t/m 08-09-2012 Hitnotering (week 21 t/m 22): 22-09-2012 t/m 29-09-2012 | Hitnotering (week 1 t/m 6): 03-12-2011 t/m 07-01-2012 Hitnotering (week 7 t/m 8): 21-01-2012 t/m 28-01-2012 Hitnotering (week 9 t/m 10): 19-05-2012 t/m 26-05-2012 Hitnotering (week 11): 16-06-2012 Hitnotering (week 12): 30-06-2012 Hitnotering (week 13 t/m 20): 21-07-2012 t/m 08-09-2012 Hitnotering (week 21 t/m 22): 22-09-2012 t/m 29-09-2012 | Hitnotering (week 1 t/m 6): 03-12-2011 t/m 07-01-2012 Hitnotering (week 7 t/m 8): 21-01-2012 t/m 28-01-2012 Hitnotering (week 9 t/m 10): 19-05-2012 t/m 26-05-2012 Hitnotering (week 11): 16-06-2012 Hitnotering (week 12): 30-06-2012 Hitnotering (week 13 t/m 20): 21-07-2012 t/m 08-09-2012 Hitnotering (week 21 t/m 22): 22-09-2012 t/m 29-09-2012 | Hitnotering (week 1 t/m 6): 03-12-2011 t/m 07-01-2012 Hitnotering (week 7 t/m 8): 21-01-2012 t/m 28-01-2012 Hitnotering (week 9 t/m 10): 19-05-2012 t/m 26-05-2012 Hitnotering (week 11): 16-06-2012 Hitnotering (week 12): 30-06-2012 Hitnotering (week 13 t/m 20): 21-07-2012 t/m 08-09-2012 Hitnotering (week 21 t/m 22): 22-09-2012 t/m 29-09-2012 | Hitnotering (week 1 t/m 6): 03-12-2011 t/m 07-01-2012 Hitnotering (week 7 t/m 8): 21-01-2012 t/m 28-01-2012 Hitnotering (week 9 t/m 10): 19-05-2012 t/m 26-05-2012 Hitnotering (week 11): 16-06-2012 Hitnotering (week 12): 30-06-2012 Hitnotering (week 13 t/m 20): 21-07-2012 t/m 08-09-2012 Hitnotering (week 21 t/m 22): 22-09-2012 t/m 29-09-2012 | Hitnotering (week 1 t/m 6): 03-12-2011 t/m 07-01-2012 Hitnotering (week 7 t/m 8): 21-01-2012 t/m 28-01-2012 Hitnotering (week 9 t/m 10): 19-05-2012 t/m 26-05-2012 Hitnotering (week 11): 16-06-2012 Hitnotering (week 12): 30-06-2012 Hitnotering (week 13 t/m 20): 21-07-2012 t/m 08-09-2012 Hitnotering (week 21 t/m 22): 22-09-2012 t/m 29-09-2012 | Hitnotering (week 1 t/m 6): 03-12-2011 t/m 07-01-2012 Hitnotering (week 7 t/m 8): 21-01-2012 t/m 28-01-2012 Hitnotering (week 9 t/m 10): 19-05-2012 t/m 26-05-2012 Hitnotering (week 11): 16-06-2012 Hitnotering (week 12): 30-06-2012 Hitnotering (week 13 t/m 20): 21-07-2012 t/m 08-09-2012 Hitnotering (week 21 t/m 22): 22-09-2012 t/m 29-09-2012 | Hitnotering (week 1 t/m 6): 03-12-2011 t/m 07-01-2012 Hitnotering (week 7 t/m 8): 21-01-2012 t/m 28-01-2012 Hitnotering (week 9 t/m 10): 19-05-2012 t/m 26-05-2012 Hitnotering (week 11): 16-06-2012 Hitnotering (week 12): 30-06-2012 Hitnotering (week 13 t/m 20): 21-07-2012 t/m 08-09-2012 Hitnotering (week 21 t/m 22): 22-09-2012 t/m 29-09-2012 | Hitnotering (week 1 t/m 6): 03-12-2011 t/m 07-01-2012 Hitnotering (week 7 t/m 8): 21-01-2012 t/m 28-01-2012 Hitnotering (week 9 t/m 10): 19-05-2012 t/m 26-05-2012 Hitnotering (week 11): 16-06-2012 Hitnotering (week 12): 30-06-2012 Hitnotering (week 13 t/m 20): 21-07-2012 t/m 08-09-2012 Hitnotering (week 21 t/m 22): 22-09-2012 t/m 29-09-2012 | Hitnotering (week 1 t/m 6): 03-12-2011 t/m 07-01-2012 Hitnotering (week 7 t/m 8): 21-01-2012 t/m 28-01-2012 Hitnotering (week 9 t/m 10): 19-05-2012 t/m 26-05-2012 Hitnotering (week 11): 16-06-2012 Hitnotering (week 12): 30-06-2012 Hitnotering (week 13 t/m 20): 21-07-2012 t/m 08-09-2012 Hitnotering (week 21 t/m 22): 22-09-2012 t/m 29-09-2012 | Hitnotering (week 1 t/m 6): 03-12-2011 t/m 07-01-2012 Hitnotering (week 7 t/m 8): 21-01-2012 t/m 28-01-2012 Hitnotering (week 9 t/m 10): 19-05-2012 t/m 26-05-2012 Hitnotering (week 11): 16-06-2012 Hitnotering (week 12): 30-06-2012 Hitnotering (week 13 t/m 20): 21-07-2012 t/m 08-09-2012 Hitnotering (week 21 t/m 22): 22-09-2012 t/m 29-09-2012 | Hitnotering (week 1 t/m 6): 03-12-2011 t/m 07-01-2012 Hitnotering (week 7 t/m 8): 21-01-2012 t/m 28-01-2012 Hitnotering (week 9 t/m 10): 19-05-2012 t/m 26-05-2012 Hitnotering (week 11): 16-06-2012 Hitnotering (week 12): 30-06-2012 Hitnotering (week 13 t/m 20): 21-07-2012 t/m 08-09-2012 Hitnotering (week 21 t/m 22): 22-09-2012 t/m 29-09-2012 | Hitnotering (week 1 t/m 6): 03-12-2011 t/m 07-01-2012 Hitnotering (week 7 t/m 8): 21-01-2012 t/m 28-01-2012 Hitnotering (week 9 t/m 10): 19-05-2012 t/m 26-05-2012 Hitnotering (week 11): 16-06-2012 Hitnotering (week 12): 30-06-2012 Hitnotering (week 13 t/m 20): 21-07-2012 t/m 08-09-2012 Hitnotering (week 21 t/m 22): 22-09-2012 t/m 29-09-2012 | Hitnotering (week 1 t/m 6): 03-12-2011 t/m 07-01-2012 Hitnotering (week 7 t/m 8): 21-01-2012 t/m 28-01-2012 Hitnotering (week 9 t/m 10): 19-05-2012 t/m 26-05-2012 Hitnotering (week 11): 16-06-2012 Hitnotering (week 12): 30-06-2012 Hitnotering (week 13 t/m 20): 21-07-2012 t/m 08-09-2012 Hitnotering (week 21 t/m 22): 22-09-2012 t/m 29-09-2012 |
| Week: | 1 | 2 | 3 | 4 | 5 | 6 | | 7 | 8 | | 9 | 10 | | 11 | |
| --- | --- | --- | --- | --- | --- | --- | --- | --- | --- | --- | --- | --- | --- | --- | --- |
| Positie: | 43 | 51 | 65 | 57 | 87 | 89 | uit | 78 | 80 | uit | 180 | 163 | uit | 122 | uit |
| Week: | 12 | | 13 | 14 | 15 | 16 | 17 | 18 | 19 | 20 | | 21 | 22 | | |
| Positie: | 159 | uit | 122 | 131 | 191 | 181 | 188 | 190 | 197 | 168 | uit | 150 | 174 | uit | |